# Mesacanthoides hirsutum
Mesacanthoides hirsutum är en rundmaskart som beskrevs av Gerlach 1952. Mesacanthoides hirsutum ingår i släktet Mesacanthoides och familjen Enoplidae. Inga underarter finns listade i Catalogue of Life.